# Deuteronomos olivaria
Deuteronomos olivaria är en fjärilsart som beskrevs av Brandt 1938. Deuteronomos olivaria ingår i släktet Deuteronomos och familjen mätare. Inga underarter finns listade i Catalogue of Life.